# Маршичі (Малинська-Дубашниця)
Маршичі (хорв. Maršići) — населений пункт у Хорватії, у Приморсько-Горанській жупанії у складі громади Малинська-Дубашниця.

## Населення
Населення за даними перепису 2011 року становило 10 осіб.
Динаміка чисельності населення поселення:

## Клімат
Середня річна температура становить 13,80 °C, середня максимальна – 26,66 °C, а середня мінімальна – 1,47 °C. Середня річна кількість опадів – 1261 мм.
| Клімат поселення                              | Клімат поселення | Клімат поселення | Клімат поселення | Клімат поселення | Клімат поселення | Клімат поселення | Клімат поселення | Клімат поселення | Клімат поселення | Клімат поселення | Клімат поселення | Клімат поселення | Клімат поселення |
| Показник                                      | Січ.             | Лют.             | Бер.             | Квіт.            | Трав.            | Черв.            | Лип.             | Серп.            | Вер.             | Жовт.            | Лист.            | Груд.            |                  |
| Середній максимум, °C                         | 9,91             | 10,16            | 13,07            | 15,94            | 21,02            | 25,04            | 26,66            | 26,59            | 22,17            | 17,70            | 12,95            | 10,19            |                  |
| Середня температура, °C                       | 5,68             | 5,94             | 8,85             | 11,72            | 16,81            | 20,83            | 23,24            | 23,18            | 18,75            | 14,29            | 9,55             | 6,79             |                  |
| Середній мінімум, °C                          | 1,47             | 1,70             | 4,63             | 7,50             | 12,57            | 16,60            | 19,84            | 19,76            | 15,34            | 10,87            | 6,13             | 3,37             |                  |
| Норма опадів, мм                              | 104              | 84               | 86               | 90               | 83               | 92               | 54               | 78               | 136              | 164              | 161              | 129              |                  |
| Середньомісячна швидкість вітру, м/с          | 2.83             | 2.98             | 3.04             | 2.87             | 2.59             | 2.47             | 2.47             | 2.47             | 2.55             | 2.79             | 3.10             | 3.06             |                  |
| Середньомісячна сонячна радіація, кДж/м²·день | 4523             | 7283             | 10645            | 15140            | 19562            | 21269            | 22597            | 19470            | 14265            | 9161             | 4917             | 3791             |                  |
| --------------------------------------------- | ---------------- | ---------------- | ---------------- | ---------------- | ---------------- | ---------------- | ---------------- | ---------------- | ---------------- | ---------------- | ---------------- | ---------------- | ---------------- |
| Джерело:                                      |                  |                  |                  |                  |                  |                  |                  |                  |                  |                  |                  |                  |                  |